# 新竹市立光武國民中學
新竹市立光武國中，位於台灣新竹市東區光復路一段512號，創立於1960年3月，初期命名為「新竹縣立第三初級中學」，1962年11月24日遷至現址，並改名為光武國中，該日亦定為校慶日。

## 校史
新竹市立光武國中創立於1960年3月，最初設校於新竹縣境內，命名為「新竹縣立第三初級中學」。1962年11月，學校遷至光復路現址，並改名為「光武國中」。校慶日定為每年的11月24日。

## 校園設施
2024年6月，學校進行整體規劃，包括新建教學大樓和廚房設施。這些建設項目的經費由地方政府撥款，並預計於2026年（民國115年）竣工。

## 外部連結
- 新竹市立光武國中官方網站